# Вулгара (Пинд)
Вулга̀ра (на гръцки: Βουλγάρα) е планина в Аграфа, южен Пинд. Планината е висока 1653 m.